# Giambattista Diquattro
Giambattista Diquattro (n. Bolonia, Emilia-Romaña, Italia, 18 de marzo de 1954) es un arzobispo católico, diplomático, teólogo y canonista italiano.
Ordenado sacerdote en el año 1981.
Pertenece al Servicio Diplomático y a la Secretaría de Estado de la Santa Sede.
Ostenta el título honorífico de Prelado de honor de Su Santidad.
En abril de 2005 fue nombrado Arzobispo titular de Giromonte y Nuncio Apostólico en Panamá, siendo este el último nombramiento que hizo el pontífice.
Entre el 21 de noviembre de 2008 y enero de 2017, fue el nuevo Nuncio Apostólico en Bolivia.
Fue nombrado por el Papa Francisco, nuncio apostólico en Brasil, el 29 de agosto de 2020.

## Biografía
Nacido en la ciudad italiana de Bolonia en la Región de Emilia-Romaña, el día 18 de marzo de 1954.
Cuando era joven descubrió su vocación religiosa y decidió entrar al seminario, donde hizo sus estudios eclesiásticos y finalmente el 24 de agosto de 1981 fue ordenado sacerdote para la Diócesis de Ragusa (Sicilia), por el obispo diocesano Mons. Angelo Rizzo.
Una vez ordenado, ya inició su ministerio pastoral.
También quiso continuar con su formación, licenciándose en Derecho privado por la Universidad de Catania.
Seguidamente obtuvo un Doctorado en Derecho canónico por la Pontificia Universidad Lateranense y se licenció en Teología dogmática por la Pontificia Universidad Gregoriana.
Después estuvo estudiando su carrera diplomática en la Academia Pontificia Eclesiástica.
El 1 de mayo de 1985, ya ingresó en el Servicio Diplomático de la Santa Sede.
Como funcionario de este departamento, fue enviado a las Nunciaturas Apostólicas de República Centroafricana y de la misma Italia y también a la Misión Permanente de la Santa Sede ante la Organización de las Naciones Unidas (ONU) en la Sede Oficial en Nueva York (Estados Unidos).
Durante esa época, el 12 de mayo de 1987 el papa Juan Pablo II le concedió el título honorífico de Prelado de honor de Su Santidad. Y tiempo más tarde comenzó a formar parte de la Secretaría de Estado de la Santa Sede.
Posteriormente el 2 de abril de 2005, fecha en la que falleció Juan Pablo II, se hizo firme el nombramiento de Giambattista como Arzobispo titular de la Diócesis de Giromonte ("perteneciente a la histórica provincia romana de Mauritania Cesariense, que actualmente está situada en Argelia") y Nuncio Apostólico en Panamá.
Este nombramiento fue el último que Juan Pablo II debido a su fallecimiento, hizo en la historia de todo su pontificado.
Al ser elevado a la dignidad de Arzobispo, eligió la frase episcopal: Nomen meum tene.
Recibió la consagración episcopal el 4 de junio de 2005, a manos de su consagrante principal: el destacado Cardenal y entonces Secretario de Estado Mons. Angelo Sodano y como co-consagrantes: al también Cardenal y entonces Nuncio en Italia y San Marino Mons. Paolo Romeo y al entonces Obispo de su diócesis natal "la de Ragusa" Mons. Paolo Urso.
Desde el día 21 de noviembre de 2008, tras ser nombrado por el siguiente pontífice "Benedicto XVI", pasó a ser el nuevo Nuncio Apostólico en Bolivia.
Tras este nuevo cargo, presentó el 14 de enero de 2009 las Cartas credenciales al Presidente del país, Evo Morales.

## Condecoración
| Distinción                      | Período            | Otorgado      | Lugar               |
| Prelado de honor de Su Santidad | 12 de mayo de 1987 | Juan Pablo II | Ciudad del Vaticano |